# Edward Miller (Komponist)

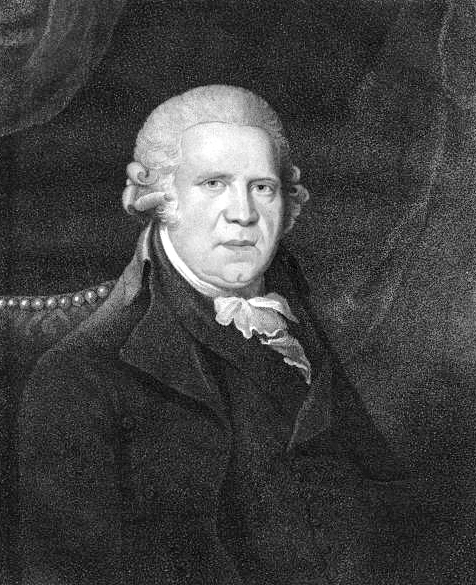
Edward Miller

Edward Miller (* 30. Oktober 1735 in Norwich; † 12. September 1807 in Doncaster) war ein britischer Komponist und Historiker.

## Leben
Miller, ein bekannter Organist, komponierte Sonaten und Kirchenlieder. Er war Doktor der Musik in Oxford.
Miller betätigt sich auch als Historiker und verfasste 1804 eine Geschichte der Stadt Doncaster.
Miller war der Ururgroßvater mütterlicherseits von Ernest Hemingway.
Sein Sohn war der Violinist und Komponist Willam Edward Miller.